# Метрополитен Дохи
Метрополитен Дохи — действующее метро в городе Доха, Катар. Управляется оператором Qatar Rail.

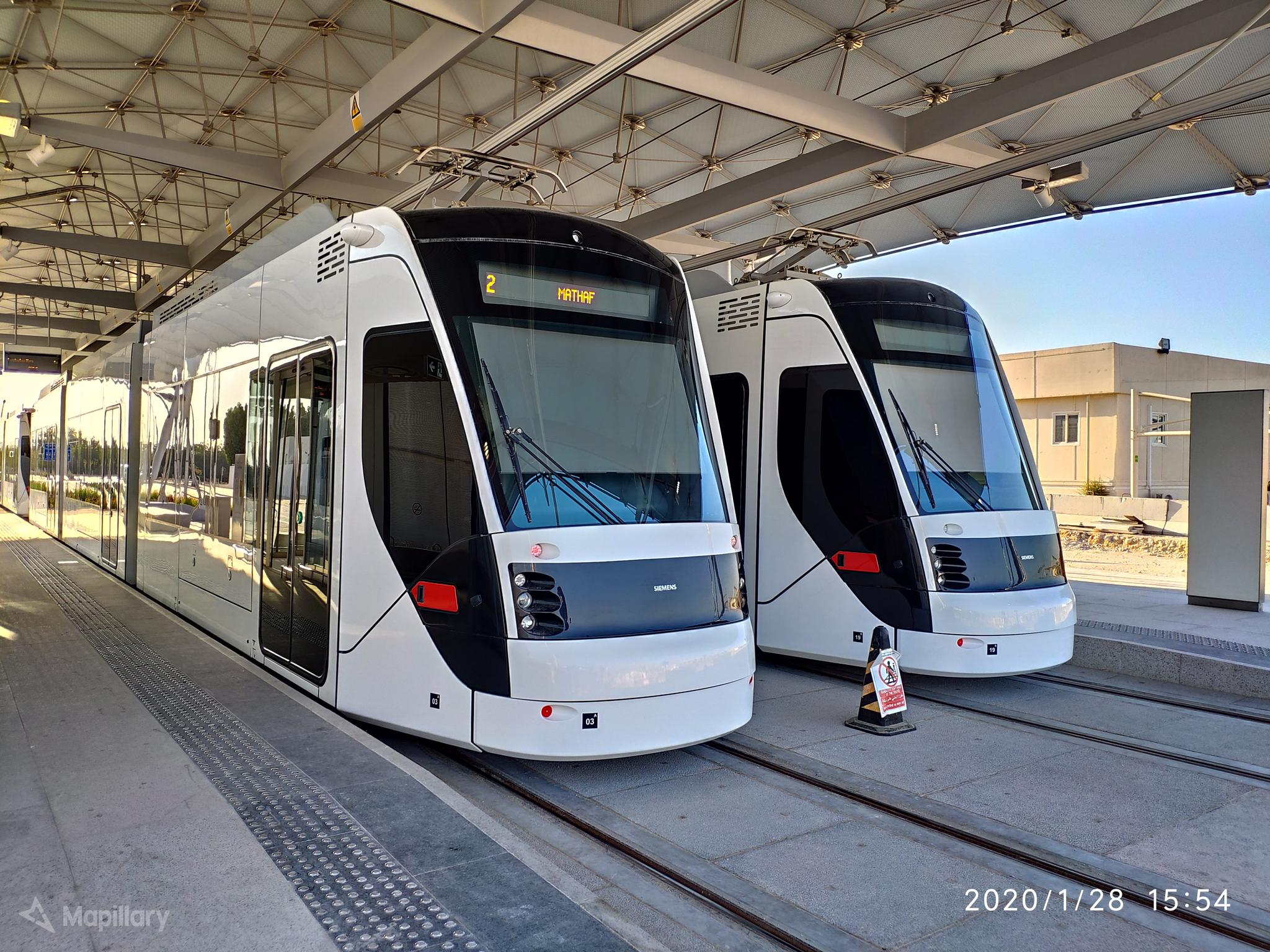
Подвижной состав

## История
Метрополитен Дохи предназначен для нужд Чемпионата мира по футболу 2022 года. На всех станциях установлены платформенные раздвижные двери.
В 2009 строительная компания Qatari Diar и Deutsche Bahn создали совместное предприятие для разработки проекта железнодорожной системы Катара. В 2011 единственным собственником проекта стала компания Qatar Rail, а Deutsche Bahn отошла роль главного консультанта. Метро полностью автоматизировано (GoA 4 уровень автоматизации).
Метро-система будет работать как система с автоматическим движением поездов в качестве степени эксплуатации, уровень 4 (GoA 4). GoA 4 — это поезд без посторонней помощи (UTO), в котором запуск и остановка, управление дверьми и управление аварийными ситуациями полностью автоматизированы без участия персонала.
В 2013 году началось строительство метрополитена, в течение года Qatar Rail проводил тендеры по подбору исполнителей фазы 1a, включающей строительство красной и зелёной линий. В середине мая контракт на строительство северного участка красной линии получила итальянская компания Salini Impregilo. В июне стало известно, что строительством южного участка красной линии займётся QDVC, а строительством зелёной линии — Porr. В мае 2014 консорциум фирм Larsen & Toubro, Aktor, Yapi Merkezi, STFA Group и Al Jaber Engineering получили контракт на строительство золотой линии. На строительство тоннелей должен быть привлечён 21 тонелепроходческий комплекс немецкой компании Herrenknecht.
Строительство первого участка длиной 7 км осуществила испанская компания Fomento de Construcciones y Contratas за 505 млн евро.
Первый участок красной линии с 13 станциями открыт 8 мая 2019 года.

## Линии
В декабре 2019 года действовало три линии из запланированных четырёх:
- Красная[англ.] — 8 мая 2019 года открылся участок с 13 станциями, всего будет 40 станций.
- Зелёная — 10 декабря 2019 года открылся участок с 11 станциями, всего будет 31 станция.
- Золотая[англ.] — 21 ноября 2019 года открылся участок с 11 станциями, всего будет 20 станций.
- Синяя — в стадии строительства[13].